# Кіокі (Вірджинія)
Кіокі (англ. Keokee) — переписна місцевість (CDP) в США, в окрузі Лі штату Вірджинія. Населення — 330 осіб (2020).

## Географія
Кіокі розташоване за координатами 36°51′42″ пн. ш. 82°54′49″ зх. д. / 36.86167° пн. ш. 82.91361° зх. д. (36.861628, -82.913576).  За даними Бюро перепису населення США в 2010 році переписна місцевість мала площу 12,46 км², з яких 12,20 км² — суходіл та 0,26 км² — водойми.

## Демографія
Згідно з переписом 2010 року, у переписній місцевості мешкало 416 осіб у 163 домогосподарствах у складі 110 родин. Густота населення становила 33 особи/км².  Було 188 помешкань (15/км²).
Расовий склад населення:
| - 99,0 % — білих - 0,5 % — чорних або афроамериканців |

До двох чи більше рас належало 0,2 %. Частка іспаномовних становила 0,7 % від усіх жителів.
За віковим діапазоном населення розподілялося таким чином: 18,0 % — особи молодші 18 років, 67,3 % — особи у віці 18—64 років, 14,7 % — особи у віці 65 років та старші. Медіана віку мешканця становила 41,5 року. На 100 осіб жіночої статі у переписній місцевості припадало 105,9 чоловіків;  на 100 жінок у віці від 18 років та старших — 103,0 чоловіків також старших 18 років.
За межею бідності перебувало 49,7 % осіб, у тому числі 0,0 % дітей у віці до 18 років та 53,3 % осіб у віці 65 років та старших.
Цивільне працевлаштоване населення становило 66 осіб. Основні галузі зайнятості: мистецтво, розваги та відпочинок — 36,4 %, роздрібна торгівля — 30,3 %, освіта, охорона здоров'я та соціальна допомога — 18,2 %, сільське господарство, лісництво, риболовля — 15,2 %.